# ادوارد تریپل
ادوارد تریپل (انگلیسی: Eduard Trippel؛ زادهٔ ۲۶ مارس ۱۹۹۷) جودوکار اهل آلمان است.